# Conus pseudonivifer
Conus pseudonivifer é uma espécie de gastrópode do gênero Conus, pertencente à família Conidae.

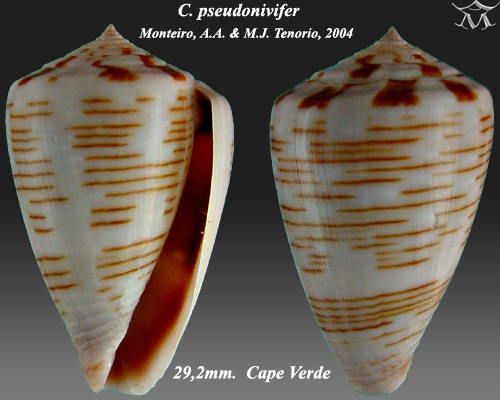
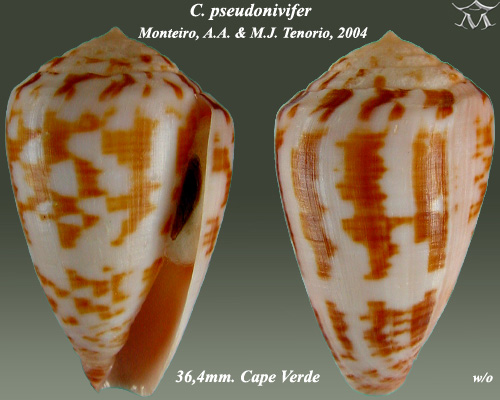
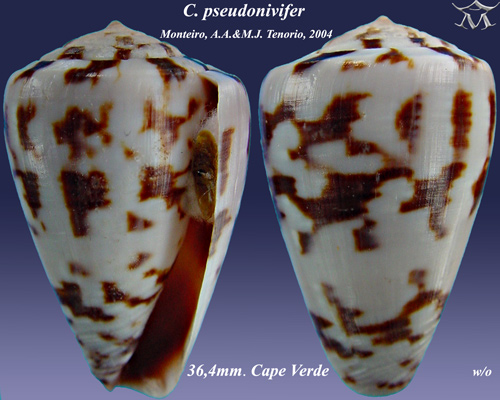
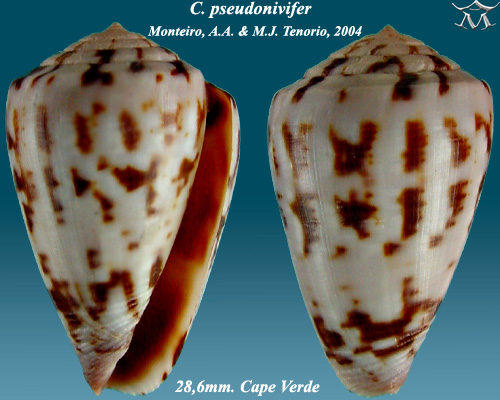
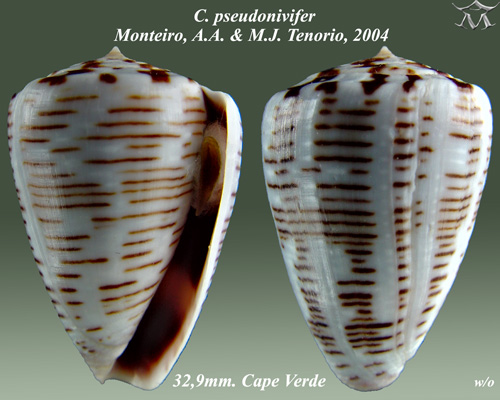
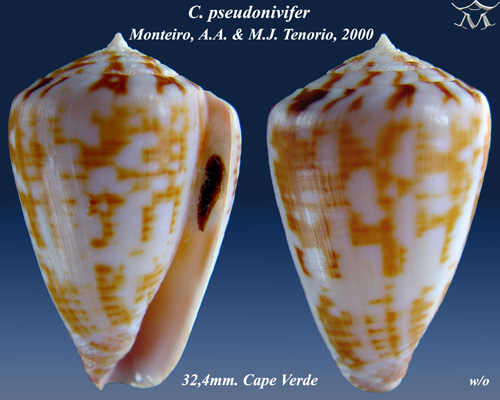